# 児玉郡市広域市町村圏組合
児玉郡市広域市町村圏組合（こだまぐんしこういきしちょうそんけんくみあい）は、埼玉県本庄市、児玉郡（美里町・神川町・上里町）の1市3町が設立している一部事務組合。

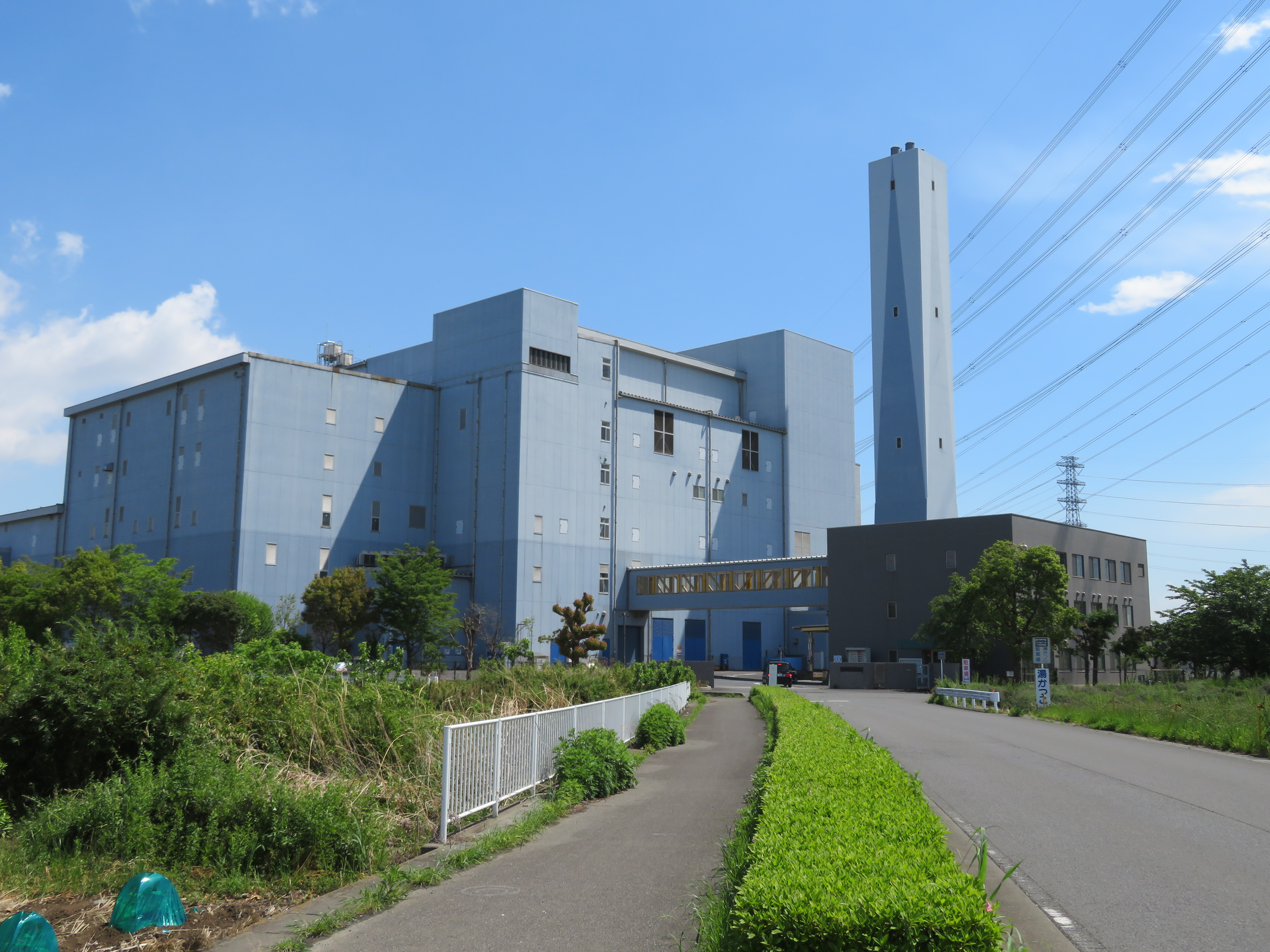
児玉郡市広域市町村圏組合事務所・小山川クリーンセンター

## 概要

### 事務所
- 本庄市東五十子151番地1　小山川クリーンセンター内

### 主な事務内容
- 広域市町村圏計画及び事業実施の連絡調整
- 広域圏総合センターの建設及び管理運営
- 常備消防事務
- 養護老人ホームの管理運営（平成24年3月事業廃止）
- し尿処理施設、ごみ処理施設及びごみ処理に伴う余熱を利用した施設の建設及び管理運営
- し尿及びごみの収集
- 火葬場の建設及び管理運営
- 総合運動場の建設及び管理運営
- 消防庁舎の計画・建設
- 視聴覚ライブラリー（平成24年3月事業廃止）

### 組織
- 組合議会
  - 議員定数：12人（本庄市：6人、美里町：2人、神川町：2人、上里町：2人）
- 組合執行機関
  - 管理者：1人（組合市町の長の互選）
  - 副管理者：3人（管理者の選出された市町を除く組合市町の長）
  - 会計管理者（管理者が組合市町の会計管理者のうちから任命）
  - 監査委員：2人

## 常備消防事務

### 概要
- 消防本部：本庄市西富田904-3
- 消防本部名称：児玉郡市広域消防本部
- 消防無線基地局呼称：「こだまぐんししょうぼう（H27.4～）」
- 管内面積：199.82km2
- 職員定数：実員209名 条例定数229名　（H29.4現在）

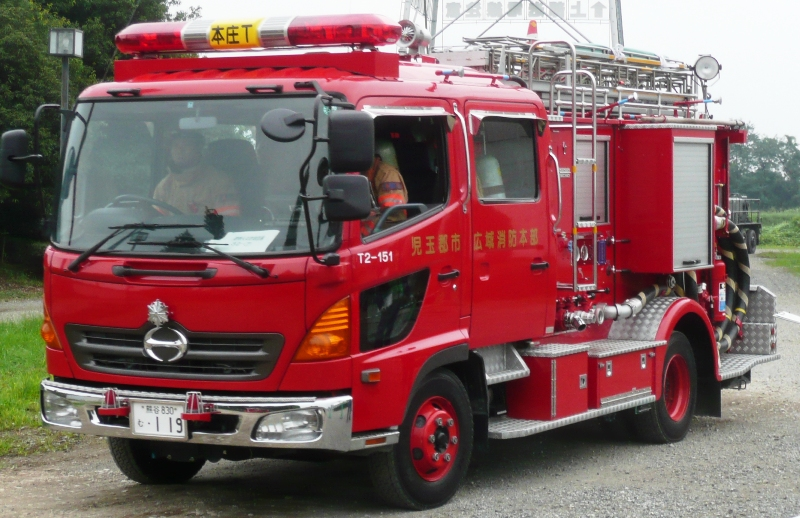
水槽付消防ポンプ自動車
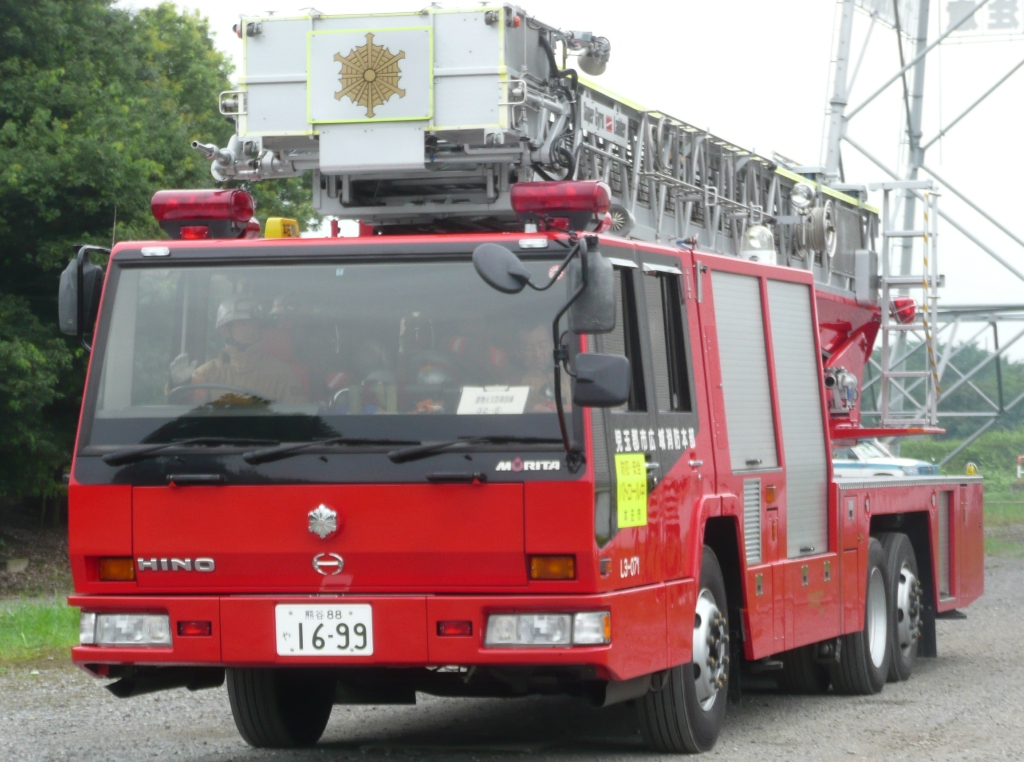
はしご車
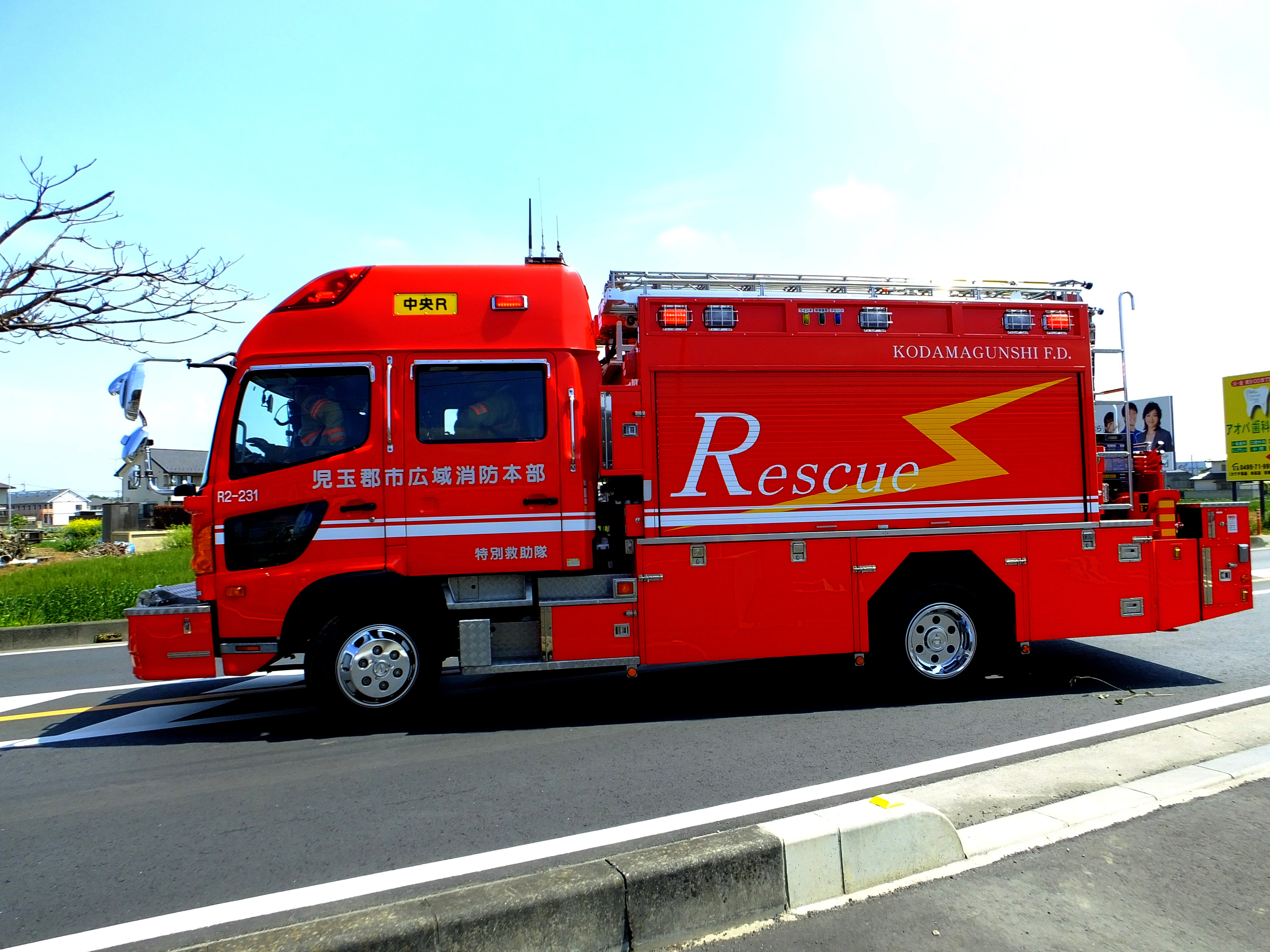
救助工作車
指揮車

- 消防署1カ所、分署6カ所
- 配備消防車両
  - 普通消防ポンプ自動車（ポンプ車）：4
  - 水槽付消防ポンプ自動車（タンク車）：7
  - 水槽付消防ポンプ自動車II型：1
  - はしご付消防自動車：1
  - 化学消防ポンプ自動車：1
  - 高規格救急自動車：8
  - 救助工作車：1
  - 資器材搬送車：1
  - 指令車：3
  - 指揮車：3
  - 査察調査車：1
  - 連絡車：8
  - 水上オートバイ：1

- 水槽付消防ポンプ自動車
- はしご車
- 救助工作車
- 指揮車

### 沿革
- 昭和46年（1971年）4月1日　児玉郡市広域市町村圏組合を設立。
- 昭和46年（1971年）7月　組合業務を開始。
- 昭和48年（1973年）3月　児玉郡市広域消防本部が発足。
- 昭和55年（1980年）4月　消防指令センターが業務を開始。
- 平成18年（2006年）1月10日 （旧）本庄市と児玉郡児玉町が合併し、新たに本庄市となる。
  - この合併に伴い、旧本庄市消防団、旧児玉町消防団は、それぞれ本庄市消防団本庄方面隊、児玉方面隊へと名称が改称された。
- 平成27年（2015年）1月　新消防本部庁舎、中央消防署竣工
- 平成27年（2015年）4月1日　消防本部・中央消防署新庁舎（本庄市西富田904-3）運用開始。また、本庄消防署は本庄分署に改称し本庄南分署は廃止。
- 平成29年（2017年）6月　児玉分署が同市長沖地内に新築移転
- 平成30年（2018年）5月22日　本庄分署が本庄市224番地へ新築移転

### 組織
- 本部 - 総務課、予防課、警防課、指令課
- 消防署

### 消防署・分署
| 消防署     | 建物 | 住所              | 分署 | 分署                           | 住所          |
| 消防署     | 建物 | 住所              | 名称 | 建物                           | 住所          |
| ---------- | ---- | ----------------- | ---- | ------------------------------ | ------------- |
| 中央消防署 |      | 本庄市西富田904-3 | 本庄 |                                | 本庄市224番地 |
| 中央消防署 | 児玉 | 本庄市西富田904-3 |      | 本庄市児玉町長沖290-1          |               |
| 中央消防署 | 美里 | 本庄市西富田904-3 |      | 児玉郡美里町大字木部323-5      |               |
| 中央消防署 | 神川 | 本庄市西富田904-3 |      | 児玉郡神川町大字新里396-1      |               |
| 中央消防署 | 神泉 | 本庄市西富田904-3 |      | 児玉郡神川町大字下阿久原897-12 |               |
| 中央消防署 | 上里 | 本庄市西富田904-3 |      | 児玉郡上里町大字七本木295      |               |

過去に設置されていた庁舎
- 本庄南分署：（本庄市西富田441-1）平成27年4月1日廃止
- 児玉分署：（本庄市児玉町児玉114-4）平成29年６月　児玉町長沖へ移転
- 本庄分署：（本庄市中央1-2-5）平成30年5月22日　本庄市224番地へ移転

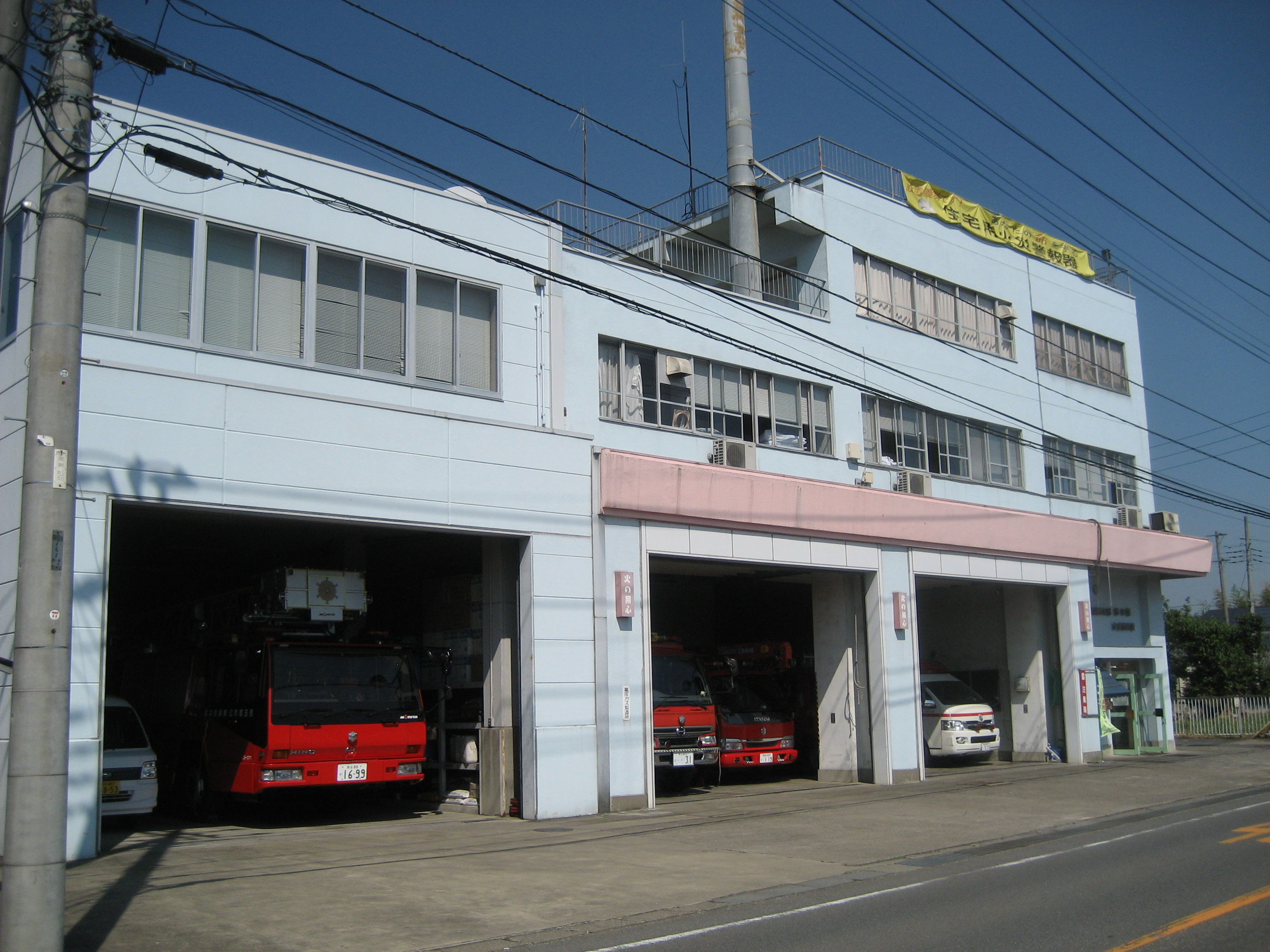
旧本庄南分署（～2015.4）
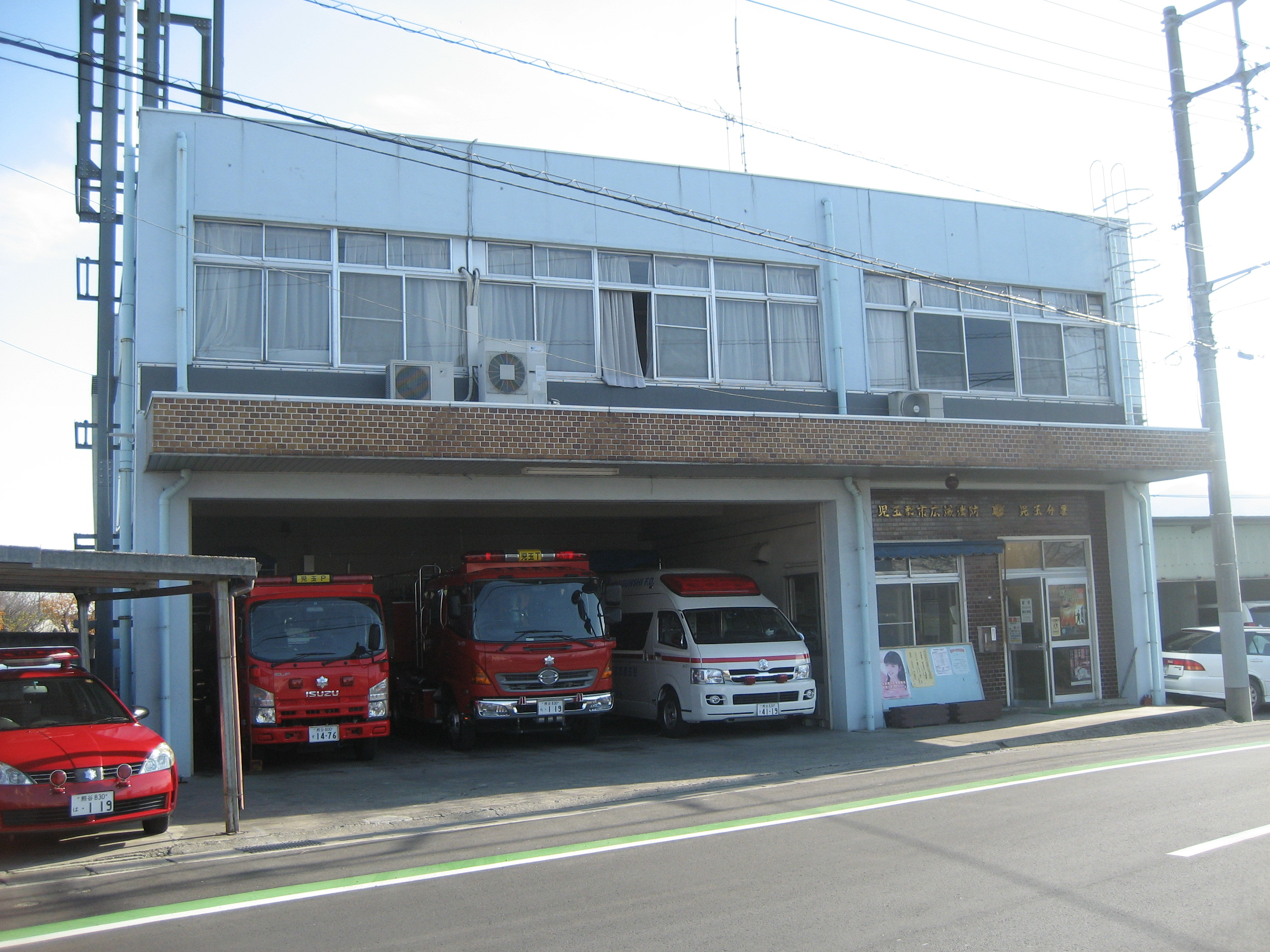
児玉分署旧庁舎（～2017.6）
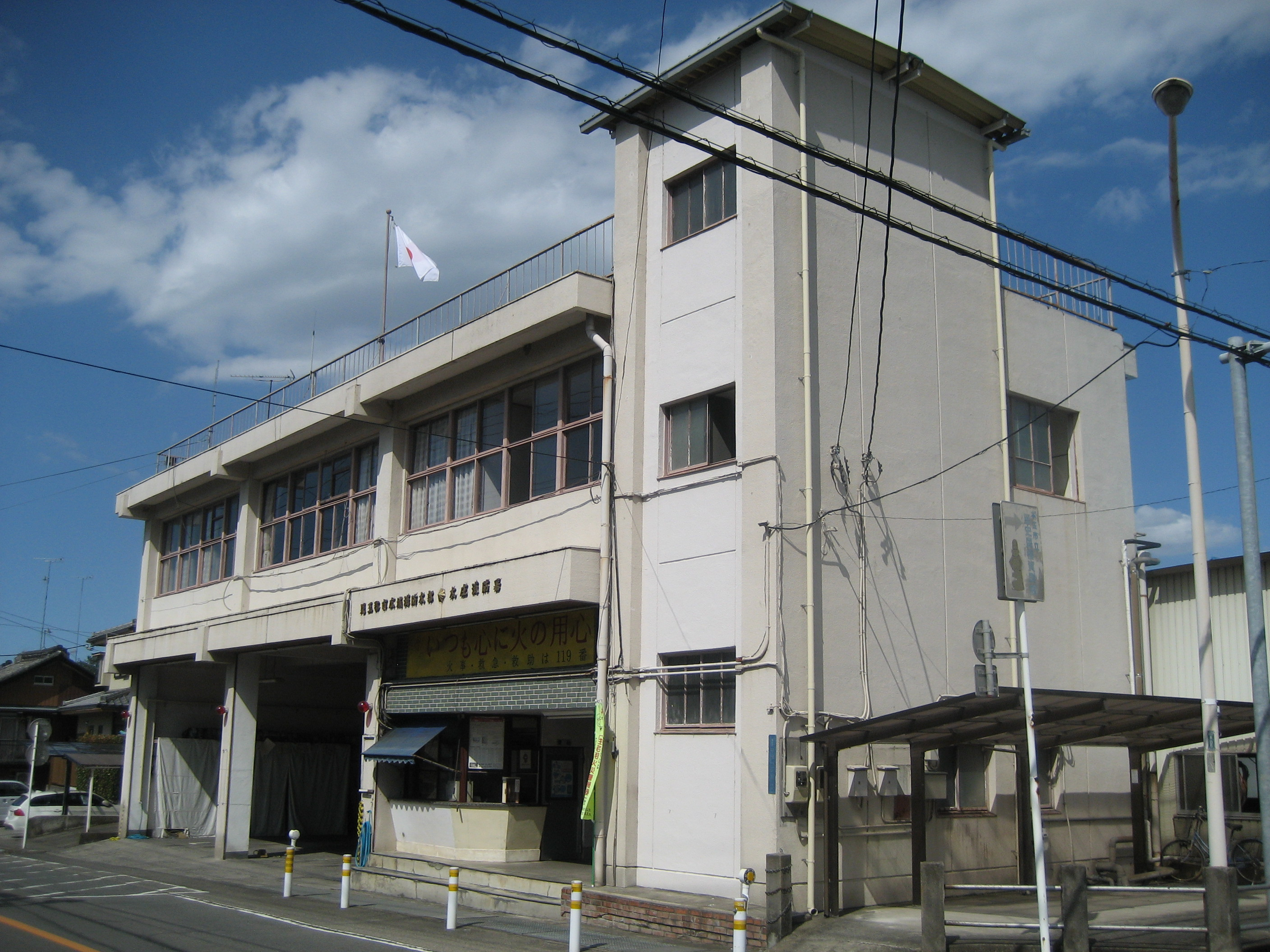
本庄分署旧庁舎（～2018.5.21）

## その他施設
- 児玉郡市広域総合センター（2015年9月7日、本庄市児玉町蛭川915-1から小山川クリーンセンター内へ移転）
- 養護老人ホーム　寿楽園（平成24年事業廃止）
- 斎場・こだま聖苑
- し尿処理施設　利根グリーンセンター
- ごみ処理施設　小山川クリーンセンター
- 余熱利用施設　湯かっこ
- 埋立最終処分地施設・美里一般廃棄物最終処分場
- 視聴覚ライブラリー（平成24年事業廃止）

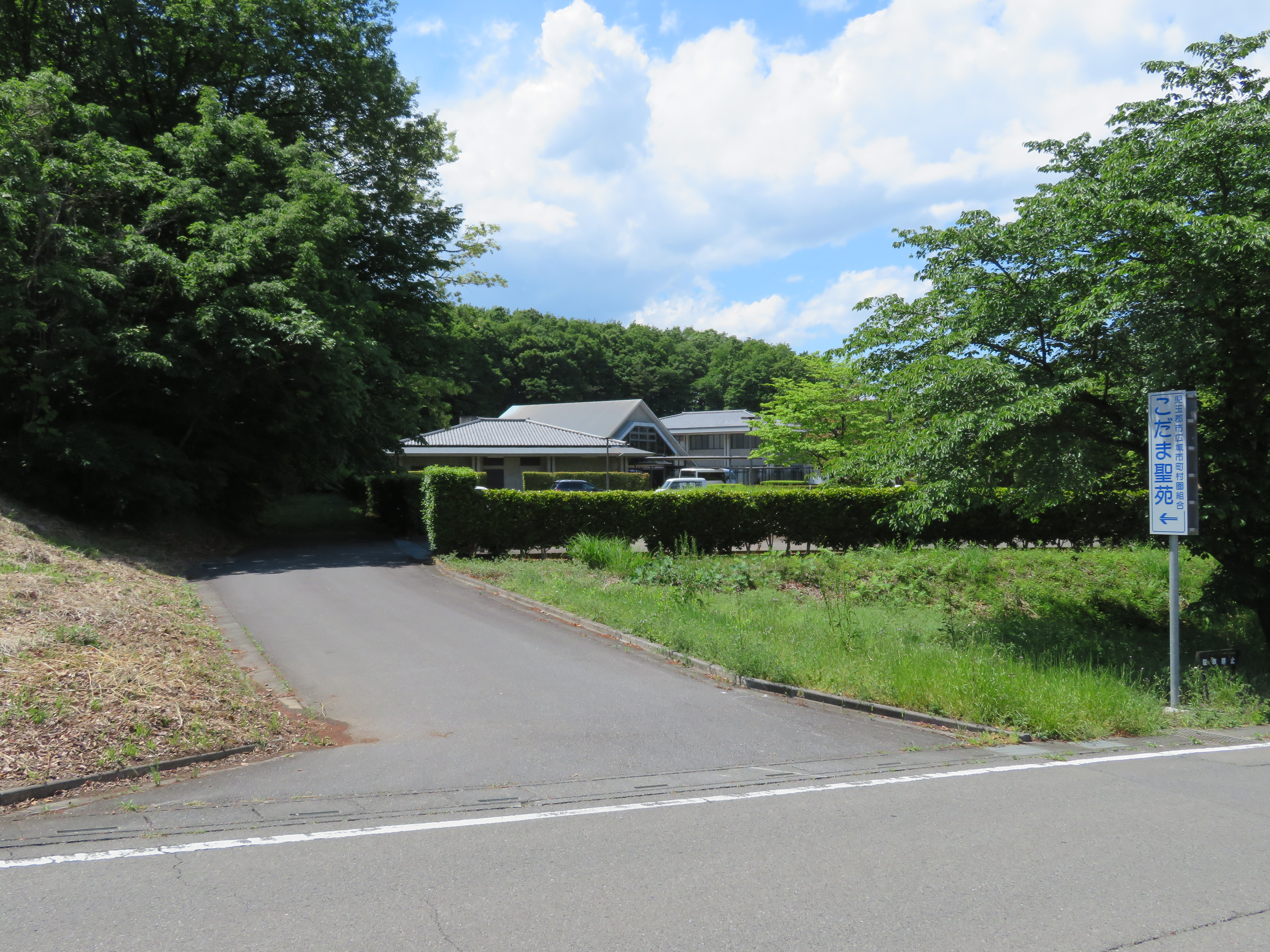
こだま聖苑
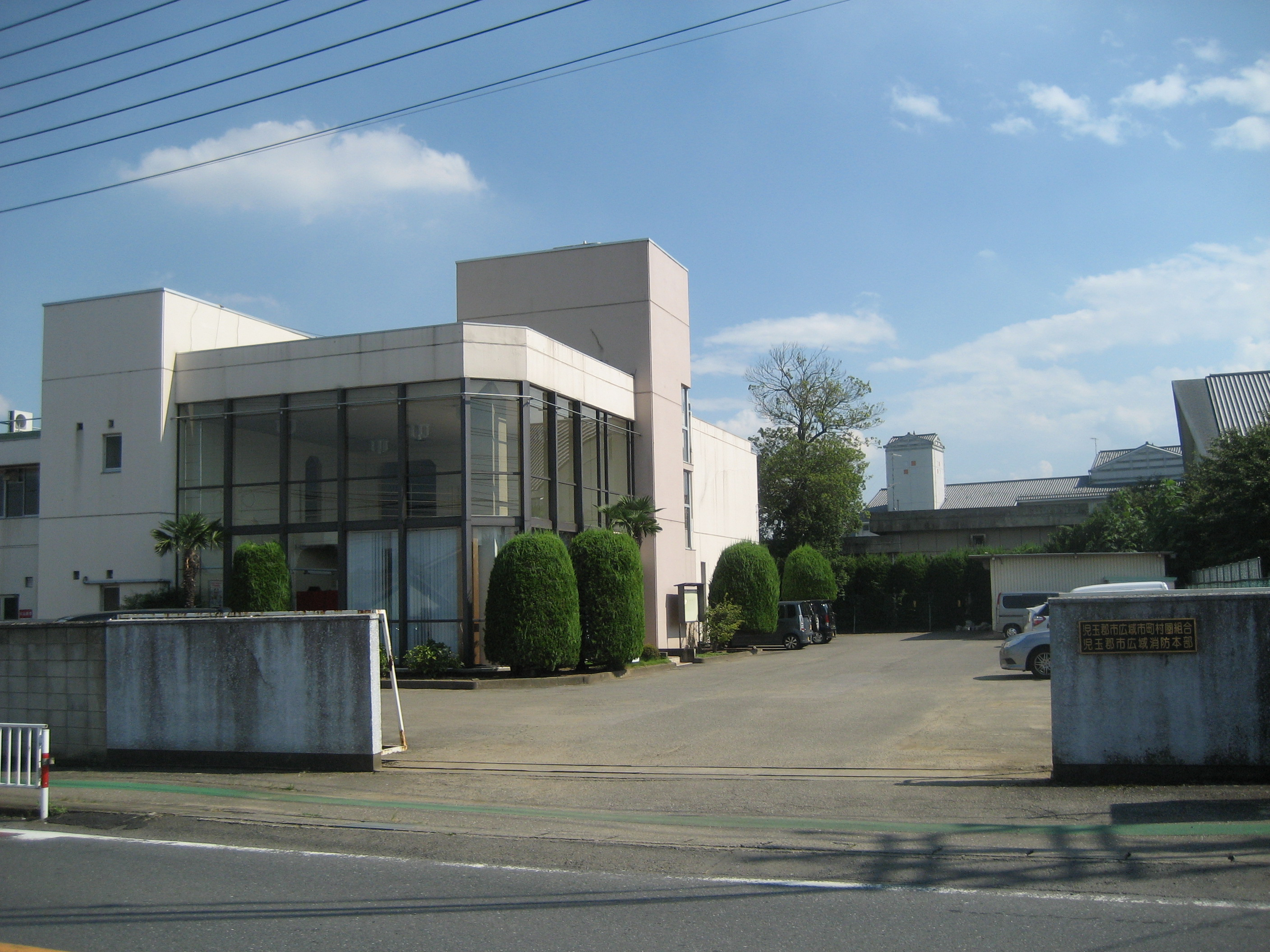
旧組合事務所（広域総合センター）